# Aegokeras
- Commons
- Wikispecies

Aegokeras é um género botânico pertencente à família Apiaceae.
Apresenta uma única espécie, endêmica na Turquia.

## Espécie
- Aegokeras caespitosa